# 杉田修啓
杉田 修啓（すぎた しゅうけい）は、日本の医用工学者。名古屋工業大学准教授。

## 略歴
埼玉県浦和市生まれ、神奈川県横浜市育ち。
名古屋工業大学・しくみ領域・准教授。
大学院は工学研究科・機能工学専攻・機構分野。
学部は工学部・機械工学科・機構系プログラム